# Emericellopsis terricola
Emericellopsis terricola är en svampart som beskrevs av J.F.H. Beyma 1940. Emericellopsis terricola ingår i släktet Emericellopsis, ordningen köttkärnsvampar, klassen Sordariomycetes, divisionen sporsäcksvampar och riket svampar.   Inga underarter finns listade i Catalogue of Life.